# Speyeria gunderi
Speyeria gunderi är en fjärilsart som beskrevs av Comstock 1925. Speyeria gunderi ingår i släktet Speyeria och familjen praktfjärilar. Inga underarter finns listade i Catalogue of Life.